# Francisco Solano López
Francisco Solano López Carrillo, född 24 juli 1827 i Asuncion, död 1 mars 1870 vid Cerro Corá, var Paraguays president och diktator 1862-1870. Han efterträdde sin far Carlos Antonio López som president vid dennes död 1862 och ledde Paraguay i det för landet katastrofala Trippelallianskriget tills han stupade i strid med brasilianska trupper.
Francisco Solano López blev redan 1845 utnämnd till landets högste befälhavare. Han skickades 1853 som sändebud till England, Frankrike och Italien och blev efter återkomsten 1855 krigsminister. López utsågs efter faderns död av kongressen 16 oktober 1862 till president för tio år. Som president ville López utnyttja den starka militärapparat som han byggt upp under sin fars tid som president till att påverka det politiska livet på den sydamerikanska kontinenten, han ville bryta den tradition av isoleringspolitik mot omvärlden som präglat Paraguays politik före honom och började föra en mycket aggressiv utrikespolitik. Kort efter att han tillträtt som president lät  López öka arméns resurser ytterligare och bildade en allians med det styrande konservativa Blancopartiet i Uruguay, ett beslut som senare skulle stå både López personligen såväl som hela Paraguay mycket dyrt. 1864 inleddes  det så kallade Trippelallianskriget sedan López förklarat krig mot Brasilien efter att landet stöttat ett uppror i Uruguay i vilket López allierade i Blancopartiet hade störtats, konflikten utvecklades dock snart till att Paraguay fick både Brasilien, Argentina och Uruguay (den s.k. Trippelalliansen) mot sig. López kämpade hårdnackat mot övermakten, men med ständigt växande motgångar. Huvudstaden Asunción föll 1 januari 1869 men striderna fortsatte i ytterligare ett år tills López stupade i strid mot brasilianska armén vid Cerro Corá den 1 mars 1870 vid försöket att övergå floden Aquidaban. Med Francisco Solano López död var trippelallianskriget över och Paraguay hade förlorat sitt politiska och militära inflytande i Sydamerika för alltid.